# قصر مشرفة الأثري
قصر مشرفة؛ هو قصر تاريخي يعود للعصور الإسلامية المبكرة ويقع بمنطقة العرفا في مدينة الطائف، غرب المملكة العربية السعودية.

## الموقع
يقع القصر في جنوب سوق عكاظ بحوالي 5 كيلو متر وهو عبارة عن مرتفعان جبليان يربط بينهما أساس بطول 300 متر وعرض 2 متر وفوق قمة كل مرتفع ركامات حجرية و بالمنطقة المحيطة قطع أثرية من حجر الصوان.

## القطع الأثرية
أظهرت أعمال التنقيب بالمنطقة إلى وجود عدد من الرسوم الصخرية لحيوانات و أشكال آدمية مثل رسوم تمثيلية لمعارك بالقوس والسهم ومناظر لصيد الوعول عن طريق كلاب الصيد ونقوش لأبقار ذات قرون.